# Comanche Moon
Comanche Moon est une mini-série américaine en 3 épisodes de 90 minutes réalisée par Simon Wincer, d'après le roman éponyme de Larry McMurtry, diffusée en 2008. L’histoire est l'une des suites de la série littéraire entamée avec Lonesome Dove, qui valut à l'auteur le prix Pulitzer en 1985. Sequel de Dead Man's Walk et prequel de Lonesome Dove.
Il s'agit de la dernière mini-série basée sur l'univers de western développé par McMurtry, quatre autres l'ont déjà précédée : Lonesome Dove, Lonesome Dove : La Loi des justes, Lonesome Dove : Le Crépuscule et Lonesome Dove : Les Jeunes Années.
En France, la mini-série sera diffusée sur Canal+ et en Belgique sur Club RTL.

## Synopsis
1858. Call (Karl Urban) et McCrae (Steve Zahn) sont toujours Rangers et servent le pays sous la direction de l'excentrique Scull (Val Kilmer). Des missions toujours plus dangereuses les poussent à lutter contre des Comanches, menés par Buffalo Hump (Wes Studi) et son fils instable, Blue Duck (Adam Beach). Quand le cheval de Scull est volé par leurs ennemis, ce dernier, furieux, envoie Call et McCrae le récupérer en territoire hostile. Sans le savoir, Scull leur ouvrira la voie qui fera d'eux des capitaines légendaires et respectés.

## Fiche technique
- Titre : Comanche Moon
- Réalisation : Simon Wincer

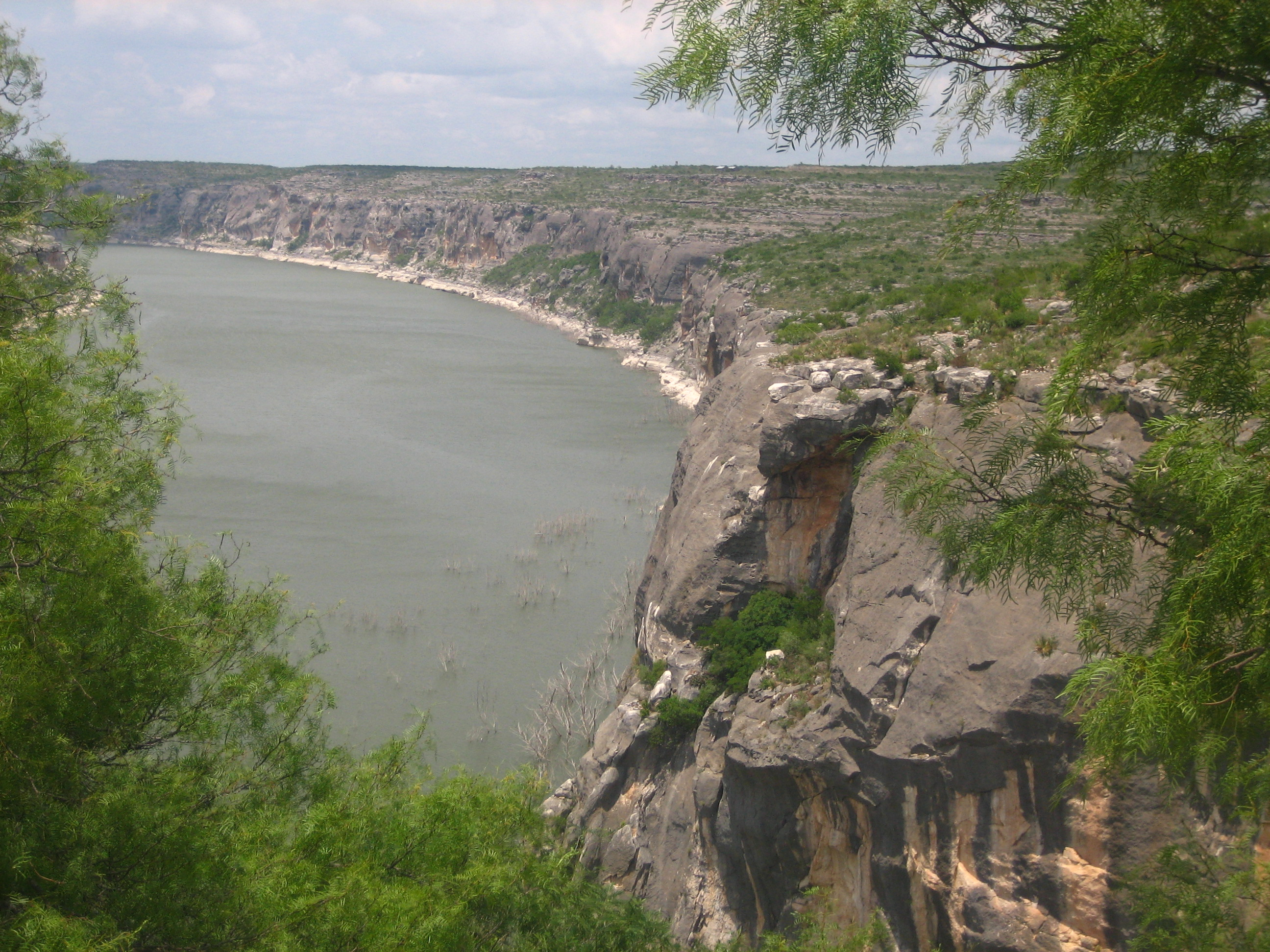
Les paysages spectaculaires qu'offrent la Rivière Pecos ont servi de lieux de tournage à l'équipe.

- Scénario : Diana Ossana et Larry McMurtry, d'après le roman Comanche Moon de ce dernier.
- Musique : Lennie Niehaus
- Producteur : Dyson Lovell
- Sociétés de production : CBS Paramount Network Television, The Firm et Sony Pictures Television
- Lieux de tournage : Pecos, Nouveau-Mexique
- Tournage : mars à juillet 2006
- Durée : 360 minutes
- Genre : Drame, Western
- Pays :  États-Unis
- Langue : anglais
- Classification :
  - France : Tous Publics
- Date de première diffusion :
  -  États-Unis : 8 janvier 2008 (Beverly Hills, Californie); 13 janvier 2008
  -  Canada : 13 janvier 2008

## Distribution
- Val Kilmer : Irish Scull
- Steve Zahn : Gus McCrae
- Karl Urban : Woodrow F. Call
- Linda Cardellini : Clara Forsythe
- James Rebhorn : Gov. Elisha Pease
- Ryan Merriman : Jake Spoon
- Wes Studi : Buffalo Hump
- Jake Busey : Tudwal
- Adam Beach : Blue Duck
- Elizabeth Banks : Maggie
- Melanie Lynskey : Pearl Coleman
- Rachel Griffiths : Inez Cull
- Kristine Sutherland : Elmira Forsythe
- Jeremy Ratchford : Charles Goodnight
- Ray McKinnon : Bill Coleman

## Réception
À l'inverse de Lonesome Dove ou de Lonesome Dove : Le Crépuscule, Comanche Moon fut généralement mal accueillie par les critiques. Brian Lowry de Variety trouva la mini-série « ennuyeuse, avec de temps à autre un mauvais style cartoon ».